# Instituto de Servicios a la Nación
El Instituto de Servicios a la Nación (ISN), fue fundado en el año 2000 en Guatemala. Según el ISN, su razón de ser es cambiar la tradición de Derecho Civil en Guatemala y en Centroamérica. Propone esta entidad que hay una relación estrecha entre el lugar y el papel que se asigna a las normas en la sociedad y los problemas sociales y políticos que enfrenta América Latina.
ISN asegura que no le preocupa señalar la decadencia de los partidos políticos, sino propone que una veta más profunda es el conflicto que se suscita entre las normas e instituciones actuales, por un lado, y el sentido común y el constitucionalismo tradicional por el otro. Eso conduce a destacar el problema de la desobediencia endémica del Derecho Civil o Derecho Positivo, resultado de dos ideas contradictorias del sistema, el antinomianismo práctico y el extremo legalismo formal. 
El ISN destaca que el Estado no cree ni obedece sus propias leyes. Su postura es que la concentración de poder produce naturalmente violación de la ley, lo cual lleva en si la destrucción de las instituciones y de las buenas costumbres. Esta idea, según afirma, es el enfoque fundamental que moldea a las instituciones y actitudes en América Latina. El ISN centra su atención en el Derecho Común, en contraposición al Derecho Civil y analiza el potencial que ofrece esta comparación, no sólo para explicar los patrones actuales de las conductas y de las instituciones, sino también para mostrar las maneras en que se pueden efectuar los cambios.
Según su óptica, el uso de la ley como medio de control social produce una natural resistencia y desobediencia. Por el otro lado, la Ley, como herramienta liberadora para producir ciudadanía responsable es desconocida en las sociedades organizadas bajo la tradición del Derecho Civil o Derecho Positivo. El ISN manifiesta que la libertad de conciencia en la tradición política de Occidente, condena como inmoral cualquier esfuerzo o política que, en nombre del Estado, socave el fuero interno y comprometa la conciencia del ser humano, sometiéndolo a distintas formas de servidumbre. Una de esas servidumbres es, en el contexto del Derecho Positivo, la de vivir bajo instituciones sociales y políticas que permiten hacer de la infracción de la ley un estilo de vida. 
La ausencia del Derecho Común resulta en el positivismo legal que destruye las libertades individuales. El ISN argumenta que esto tiene efectos profundos sobre los valores sociales y los principios en que se sustentan; atropella la ciudadanía responsable y compromete la economía como un medio fundamental para promocionar el desarrollo. Según el ISN, la obligatoriedad legal de obedecer a un sistema que corrompe a los seres humanos atenta contra la libertad de conciencia, que es la base misma del pensamiento político de Occidente y de la tradición constitucionalista. Esta visión tiene el enorme desafío de una tradición de centurias que le es adversa como para determinar si será acogida políticamente. El ISN fue fundado por el teólogo y analista social Guillermo W. Méndez.
El Sitio Web Oficial del Instituto de Servicios a la Nación ISN es: www.ServiciosalaNacion.org
- Datos: Q5918353